# Maiden England ’88

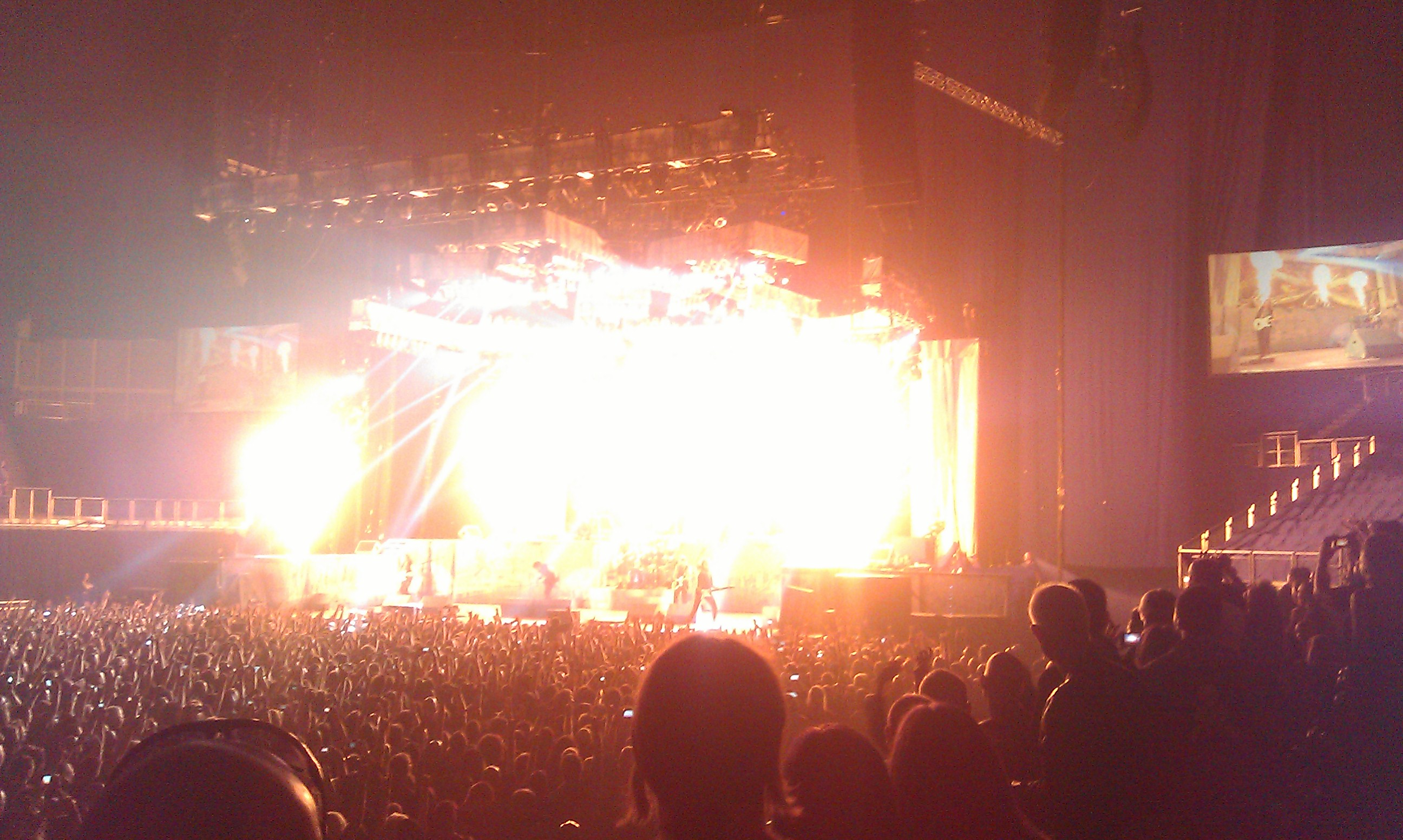
Iron Maiden w 2013 roku.

Maiden England ’88 – jedenasty album koncertowy oraz retrospektywne DVD brytyjskiej formacji Iron Maiden, upamiętniający koncerty na NEC Arena w Birmingham z 27 oraz 28 listopada 1988, przed łączną widownią 28 000 fanów. Dwupłytowe wydawnictwo jest rozszerzoną wersją płyty koncertowej opublikowanej w pakiecie z VHS w 1994 roku, zatytułowanej Maiden England. Tym razem zdecydowano się opublikować pełno czasowy zapis koncertów z 1988 r., wraz z bisami, których zabrakło na wydanej w 1989 kasecie wideo. Album zawierał alternatywną szatę graficzną autorstwa francuskiego grafika Hervé’a Monjeauda, zaś za brzmienie oprócz Martina Bircha odpowiadał również Kevin Shirley. Materiał ukazał się również w wersji wizualnej, jako HOIM Part 3: Maiden England ‘88. W latach 2012–2014, Iron Maiden wyruszyli w retrospektywną trasę Maiden England World Tour, trzecią tego typu w karierze. Zarówno dobór repertuaru, jak i oprawa wizualna zostały oparte na oryginalnej koncepcji z 1988 roku.

## Lista utworów

### Dysk 1
1. „Moonchild” (z albumu Seventh Son of a Seventh Son) – 6:23
2. „The Evil That Men Do” (z albumu Seventh Son of a Seventh Son) – 4:18
3. „The Prisoner” (z albumu The Number of the Beast) – 6:00
4. “Still Life” (z albumu Piece of Mind) – 4:32
5. “Die with Your Boots On” (z albumu Piece of Mind) – 5:19
6. “Infinite Dreams” (z albumu Seventh Son of a Seventh Son) – 5:53
7. “Killers” (z albumu Killers) – 4:57
8. “Can I Play with Madness” (z albumu Seventh Son of a Seventh Son) – 3:25
9. “Heaven Can Wait” (z albumu Somewhere in Time) – 7:43
10. „Wasted Years” (z albumu Somewhere in Time) – 5:06

### Dysk 2
1. „The Clairvoyant” (z albumu Seventh Son of a Seventh Son) – 4:30
2. „Seventh Son of a Seventh Son” (z albumu Seventh Son of a Seventh Son) – 10:08
3. „The Number of the Beast” (z albumu The Number of the Beast) – 4:47
4. „Hallowed Be Thy Name” (z albumu The Number of the Beast) – 7:21
5. „Iron Maiden” (z albumu Iron Maiden)
6. „The Number of the Beast” (z albumu The Number of the Beast) – 5:11
7. „Run to the Hills” (z albumu The Number of the Beast) – 4:01
8. „Running Free” (z albumu Iron Maiden) – 5:33
9. „Sanctuary” (z albumu Iron Maiden) – 5:24

## Wykonawcy
- Bruce Dickinson – wokal
- Dave Murray – gitara elektryczna
- Adrian Smith – gitara elektryczna
- Steve Harris – gitara basowa
- Nicko McBrain – perkusja